# اشفلد
اشفلد (به آلمانی: Eschfeld) یک شهر در آلمان است که در بیتبورگ-پروم واقع شده‌است.